# 安地卡及巴布達超級聯賽
安地卡及巴布達超級聯賽（Antigua and Barbuda Premier Division）是中北美洲及加勒比海地區安地卡及巴布達國內最高級別足球聯賽。
安地卡及巴布達超級聯賽由安地卡及巴布達足球協會創建於1968年，10支球隊參加本年聯賽。聯賽的冠軍有資格參加次年的加勒比球會冠軍盃。第九和第十位球會被降至安提瓜和巴布達甲級聯賽，聯賽通常在九至三月舉行。

### 參賽球隊
2014-15球季參賽球隊
- 安地卡及巴布達 Bassa (All Saints)
- 安地卡及巴布達 Five Islands (St. John's)
- 安地卡及巴布達 Fort Road (St. John's)
- 安地卡及巴布達 Hoppers (St. John's)
- 安地卡及巴布達 Jennings Grenades
- 安地卡及巴布達 Old Road (Old Road)
- 安地卡及巴布達 Ottos Rangers
- 安地卡及巴布達 Parham (Parham)
- 安地卡及巴布達 SAP (Bolans)
- 安地卡及巴布達 Urlings

## 外部連結
- Antigua and Barbuda - List of Champions（页面存档备份，存于）, RSSSF.com